# Business sociale
Il business sociale è un nuovo tipo di società avente il solo scopo di conseguire il benessere della collettività e non dell'imprenditore. Si distingue dall'Impresa sociale in quanto l'impresa sociale può agire in settori molto specifici, mentre il business sociale può agire in qualsiasi settore. L'esempio più noto è quello del microcredito.
Imprese di tipo simile sono le società a responsabilità limitata (o società in nome collettivo) low-profit, fondi d'investimento da leghe cooperative, impact investing, fondi di finanza etica.

## La definizione di Muhammad Yunus
Il business sociale è stato definito da Muhammad Yunus come l'elemento mancante dell'attuale sistema capitalistico.
Un sistema imperfetto che:
- si regge sull'impresa pubblica, che persegue il pareggio di bilancio; sull'impresa privata, volta a soddisfare l'interesse personale; sull'associazionismo, che è senza scopo di lucro; sulle cooperative, che hanno scopo mutualistico.
- ha prodotto benessere[1], ma non per tutti, in quanto l'uomo viene concepito come "incapace" di generare benessere per la collettività, ma solo per se stesso.

Per Muhammad Yunus, il principio di sussidiarietà può e deve essere trasformato da un inefficace mezzo politico, istituito esclusivamente per riparare le ingiustizie del sistema capitalista, attraverso la redistribuzione dei redditi e la creazione di aziende a capitale pubblico, ad uno straordinario strumento economico, in quanto tutti gli esseri umani non sono entità ad una sola dimensione, ma esseri sorprendentemente multidimensionali.
Per ottenere ciò, occorre tornare a considerare la libertà ed il benessere sociale facce della stessa medaglia e rendere la filantropia un'impresa concorrente dell'impresa tradizionale, mediante la promulgazione di una legge ad hoc, che dovrà istituire un nuovo tipo di impresa privata, concorrente dell'impresa cosiddetta tradizionale, quest'ultima dedita soltanto al massimo profitto personale.

## Aspetti giuridici
Tale nuovo tipo di impresa potrà assumere la definizione giuridica di impresa con finalità sociali, da non confondersi con l'Impresa sociale disciplinata, attualmente, dal D.Lgs. 155/06.
Tale modello organizzativo, infatti, al contrario dell'impresa sociale, potrà operare in tutti i settori del libero mercato dei beni e servizi, come una normale impresa tradizionale, ma con il solo scopo di conseguire il benessere della collettività e non dell'imprenditore, il quale non avrà diritto agli utili, ma potrà recuperare, soltanto, il capitale investito. I proventi resteranno all'interno dell'azienda per essere reinvestiti o in ricerca e sviluppo, o per diminuire i costi dei beni e dei servizi finali prodotti, o per procedere a nuove assunzioni.
Grazie all'impresa della libertà con finalità sociali, ed all'interesse che tale impresa susciterà nel mondo imprenditoriale ed economico, diverrà anacronistico, nel corso degli anni, sia costituire imprese pubbliche, sia imprese cooperative.

## Diffusione
In questa sezione viene descritto lo stato di avanzamento di questo tipo di impresa nelle varie parti del mondo.

### Diffusione in Italia
In Italia, il business sociale è ancora poco conosciuto, basti pensare che nessun Parlamentare, sino ad oggi, ha mai proposto di modificare l'attuale sistema capitalistico attraverso l'introduzione dell'impresa con finalità sociali nel sistema normativo italiano. 
 A tal riguardo, è stata depositata al Senato della Repubblica, soltanto una petizione ad hoc da parte di Giammario Battaglia, Presidente della Fondazione della Libertà di mercato con finalità sociali.
Tra i più attivi sul tema del Social Business si segnala lo Yunus Social Business Centre University of Florence che svolge ricerche, corsi di formazione, valutazioni e consulenze sul Social Business.
Il primo movimento nato a fine 2009 per lo sviluppo del business sociale in Italia è Make a Change, promosso da fondatori privati e organizzazioni appartenenti al mondo profit e non profit. Si tratta di un'associazione che, oltre a promuovere i valori del social business presso le università e la business community, gestisce il primo concorso nazionale per nuovi imprenditori sociali ("il più bel lavoro del mondo") ed è responsabile insieme a Vita d'aggiornare l'osservatorio sull'imprenditoria sociale italiana. Dal lavoro dell'osservatorio, ogni anno vengono individuate le nomination per "l'imprenditore sociale dell'anno". Nel 2011, insieme ad Avanzi Srl, Make a Change ha lanciato Make a Cube, il primo incubatore italiano interamente dedicato alle imprese a finalià sociale e ambientale. Make a Cube è una società di capitali ma al contempo è la prima azienda in Italia ad adottare lo statuto delle low profit americane. Nei primi mesi del 2017 in occasione dell'approvazione del disegno di nuova legge sull'impresa sociale (contenuta nel Disegno di riforma del terzo settore) alla cui stesura e promozione Make A Change aveva contribuito, l'associazione dichiara raggiunta la propria missione e decide di sciogliersi cedendo i propri asset all'Editore Vita. Alcuni dei suoi associati continuano ancora oggi a promuovere individualmente o con altri soggetti i valori ed i modelli dell'economia sociale nel nostro Paese, in particolare per la gestione dei beni comuni.

### Diffusione in Svizzera
In Svizzera è stata fondata Social Business Earth (SBE) Social Business Earth, la prima azienda di utilità sociale che non distribuisce dividendi e opera secondo i principi del Professor Yunus, Presidente dell'Advisory Board. L'obiettivo primario di Social Business Earth è risolvere problemi sociali attraverso la creazione di nuovi modelli di social business sostenibili. La società è ufficialmente riconosciuta dal Professor Yunus con cui ha stipulato una partnership nel 2011. SBE offre servizi di consulenza e funge da incubatore di progetti di social business oltre ad organizzare eventi e workshop in questo settore. Al contrario della beneficenza nei confronti dei bisognosi, la creazione di social business consente ai poveri e agli svantaggiati di ricevere benefici diretti attraverso l'utilizzo di strumenti economici a lungo termine e modelli di business sostenibili nel tempo. Nel maggio 2013 SBE ha firmato un accordo con il Dipartimento della Sanità e della Socialità, Canton Ticino, per la creazione del primo social business con l'obiettivo di favorire l'occupazione e l'integrazione giovanile in Ticino.

### Diffusione nel mondo
Nel mondo, alcune Nazioni stanno già procedendo verso questa direzione.
È il caso del Bangladesh, definito da Nixon “un caso disperato”, ma che ha ridotto negli ultimi anni il tasso di povertà di ben 34 punti di percentuale, grazie all´Istituzione della Grameen Bank e di altre 25 imprese con finalità sociali, sempre, ad opera del premio Nobel per la Pace del 2006, Muhammad Yunus, o della vicina Francia, dove è nato un fondo d´investimento aperto (mutual funds) in cui gli azionisti hanno conferito parte dei capitali per investirli in imprese con finalità sociali.
Un modo innovativo per reperire finanziamenti per il benessere sociale ricorrendo ai normali mercati finanziari.